# Toulgoetia obtusaria
Toulgoetia obtusaria är en fjärilsart som beskrevs av J.J.Walker 1890. Toulgoetia obtusaria ingår i släktet Toulgoetia och familjen mätare. Inga underarter finns listade i Catalogue of Life.